# Olesk
Olesk (ukr. О́леськ) – wieś na Ukrainie w rejonie kowelskim, obwodu wołyńskiego.
Do 2020 w rejonie lubomelskim.